# Jerry Wunderlich
Jerry Wunderlich, właśc. Gerald White Wunderlich (ur. 25 sierpnia 1889 w Chicago, zm. 13 kwietnia 1937 tamże) – amerykański kierowca wyścigowy.

## Kariera
W swojej karierze Wunderlich startował głównie w Stanach Zjednoczonych w mistrzostwach AAA Championship Car oraz towarzyszącym mistrzostwom słynnym wyścigu Indianapolis 500, będącym w latach 1923-1930 jednym z wyścigów Grandes Épreuves. W trzecim sezonie startów, w 1922 roku W wyścigu Indianapolis 500 uplasował się na szóstym miejscu. W mistrzostwach AAA raz stanął na podium. Z dorobkiem 372 punktów został sklasyfikowany na siódme pozycji w klasyfikacji generalnej. Rok później powtórzył sukces, dwukrotnie stawając na podium. W sezonie 1924 w mistrzostwach AAA był dziesiąty. W Indianapolis 500 został sklasyfikowany na dwunastym miejscu.